# Rhionaeschna
Rhionaeschna är ett släkte av trollsländor. Rhionaeschna ingår i familjen mosaiktrollsländor.

## Bildgalleri

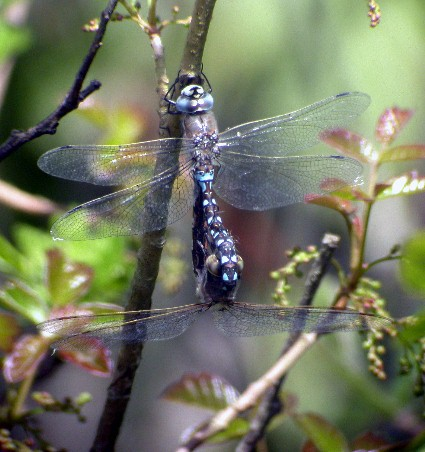
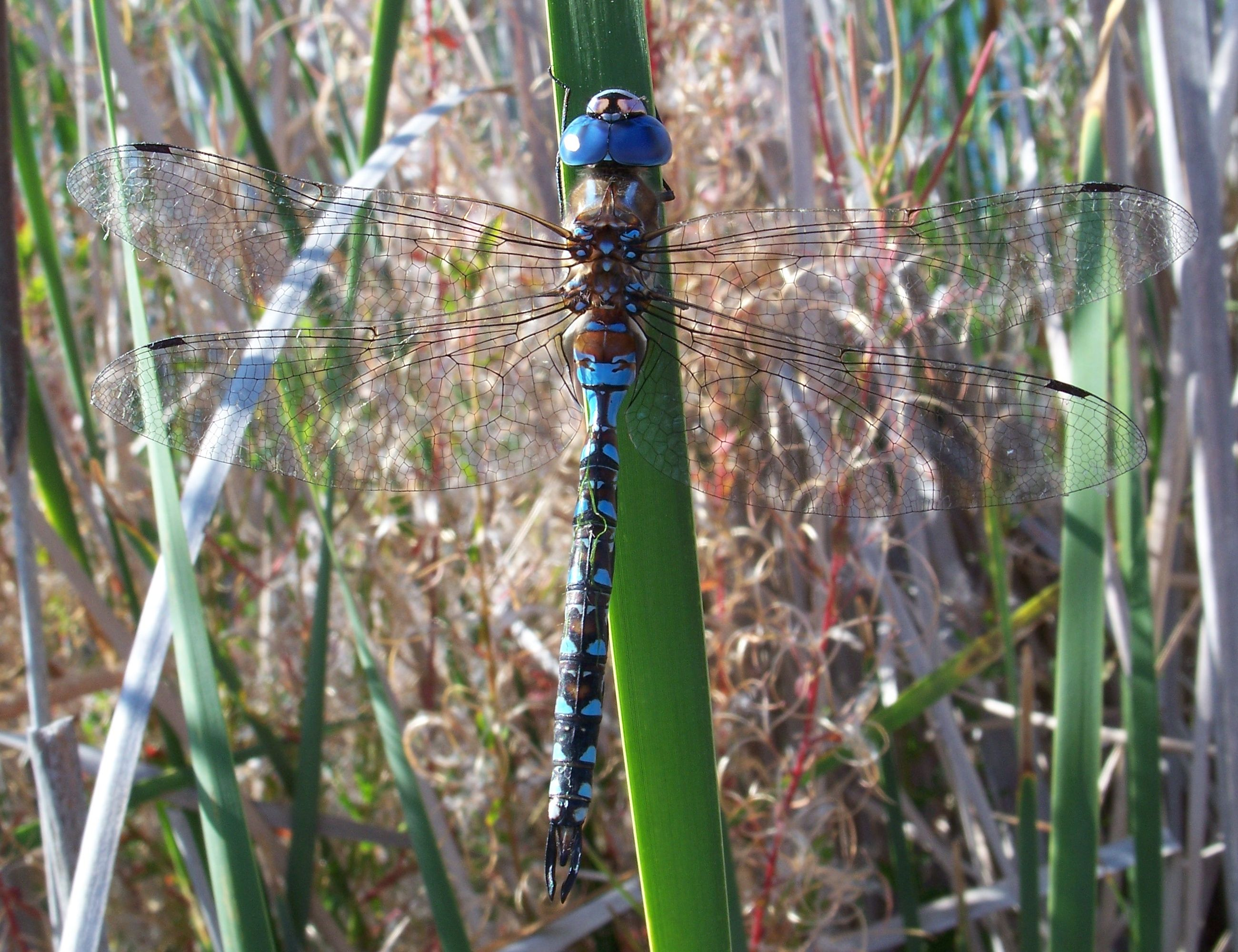
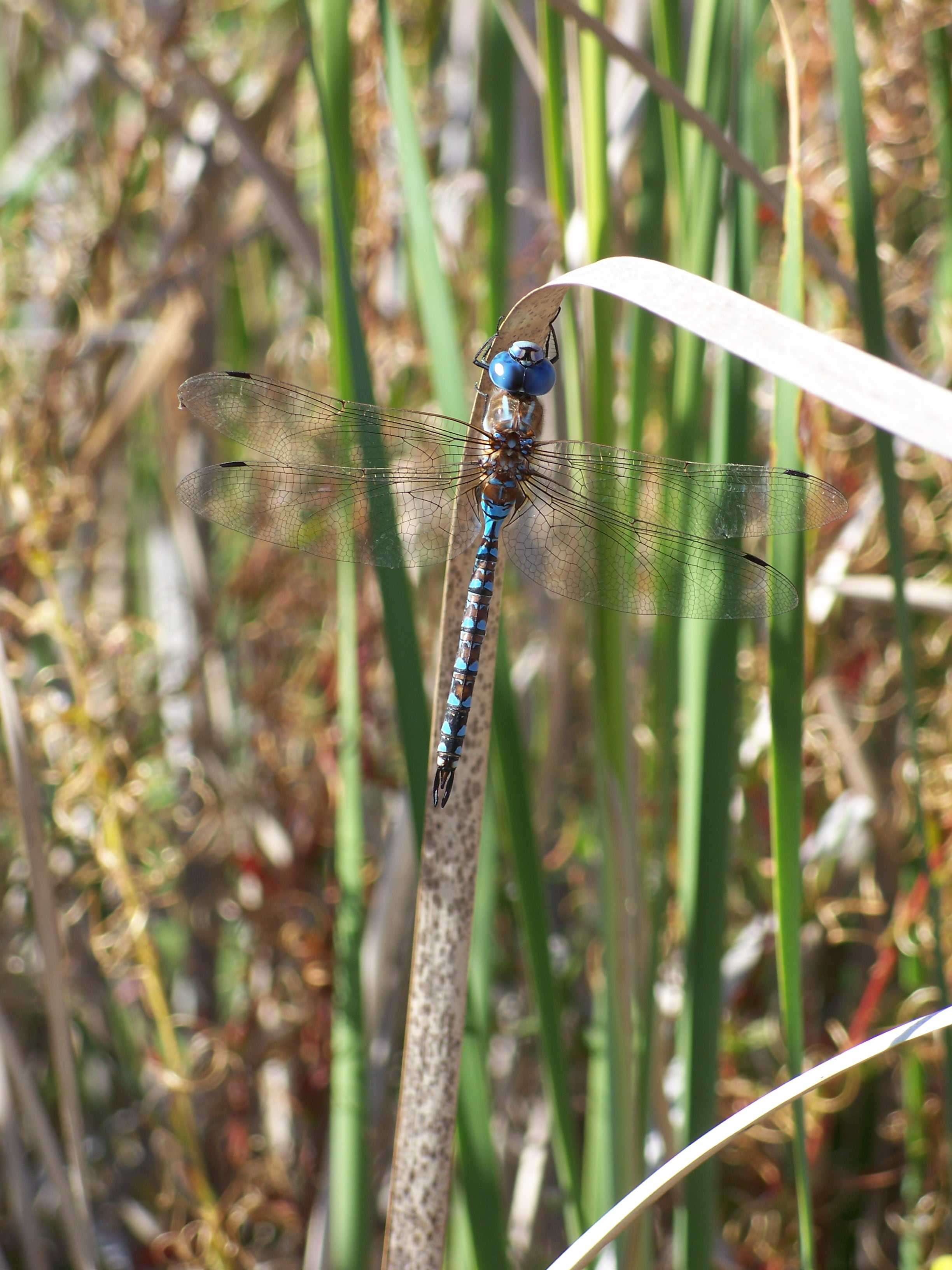
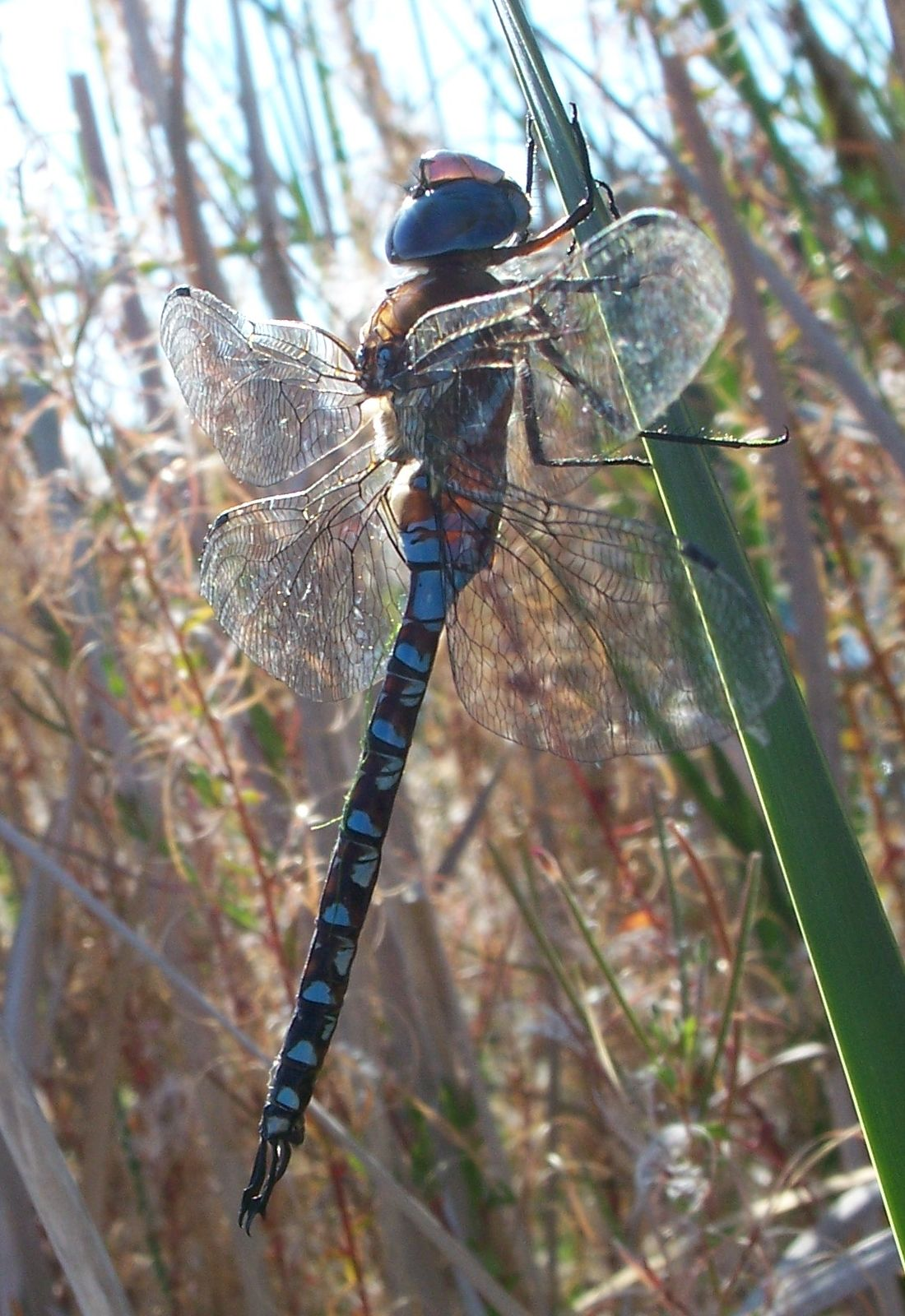
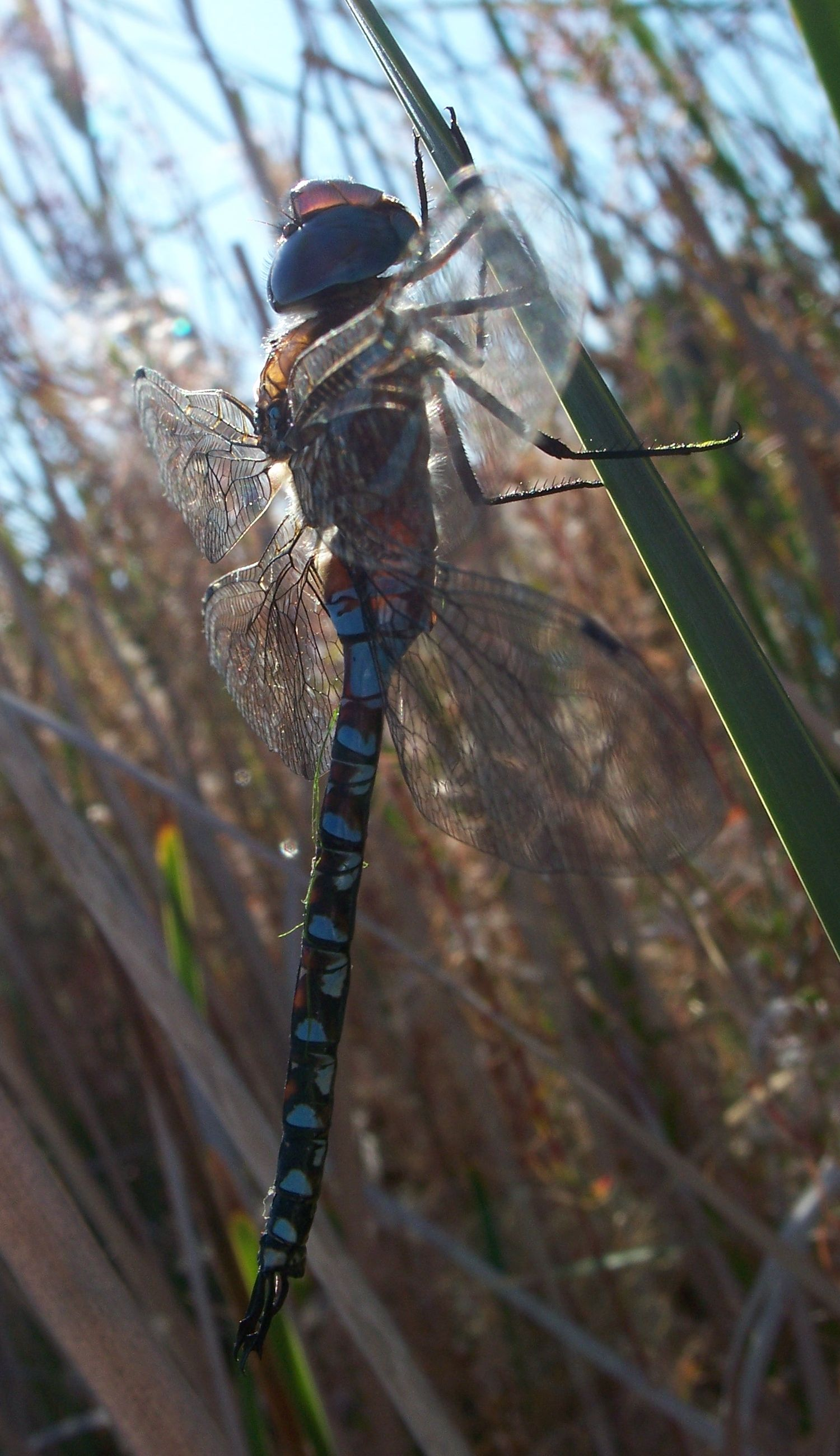
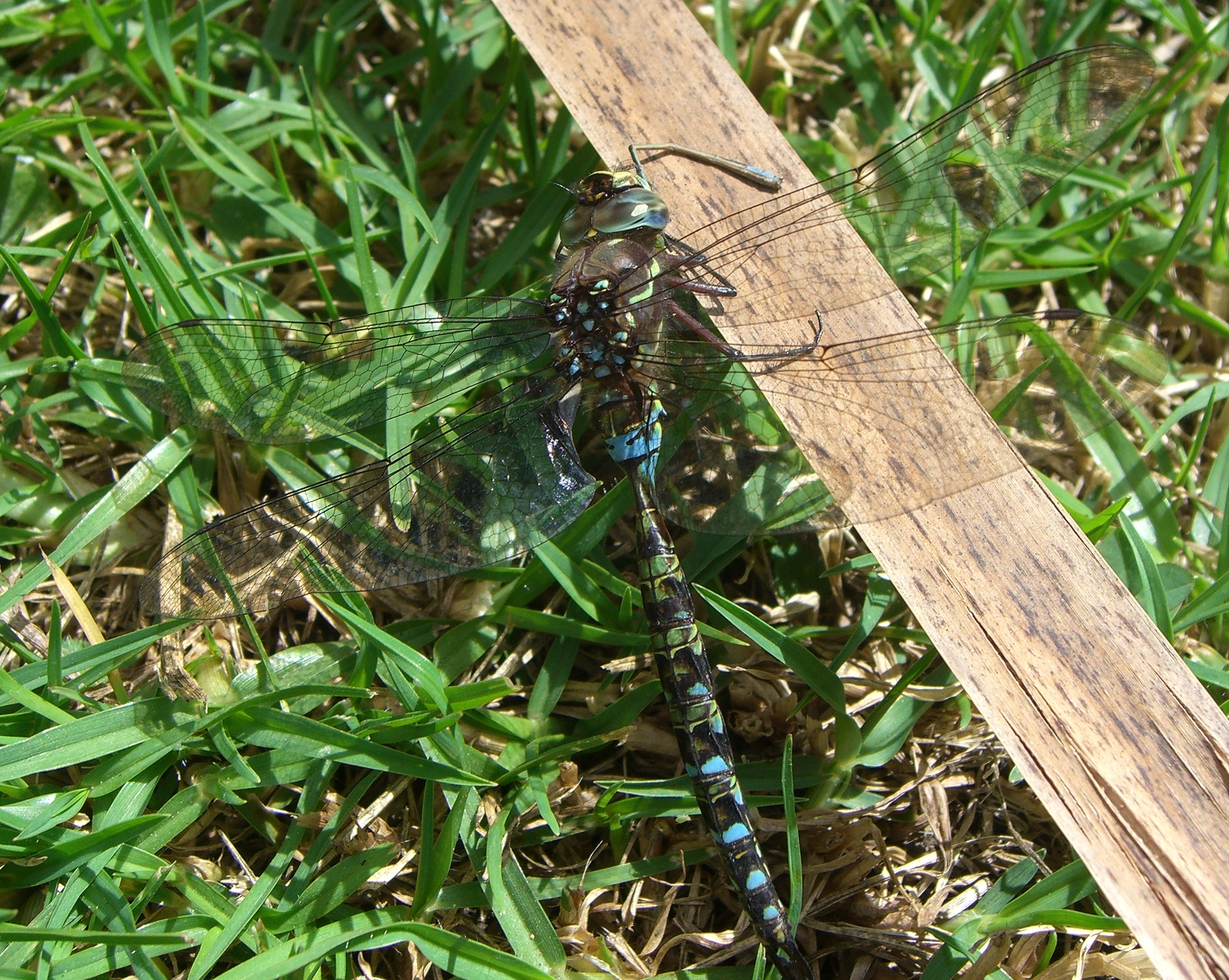

## Dottertaxa tillRhionaeschna, i alfabetisk ordning[1]
- Rhionaeschna absoluta
- Rhionaeschna biliosa
- Rhionaeschna bonariensis
- Rhionaeschna brasiliensis
- Rhionaeschna brevicercia
- Rhionaeschna brevifrons
- Rhionaeschna californica
- Rhionaeschna condor
- Rhionaeschna confusa
- Rhionaeschna cornigera
- Rhionaeschna decessus
- Rhionaeschna demarmelsi
- Rhionaeschna diffinis
- Rhionaeschna draco
- Rhionaeschna dugesi
- Rhionaeschna eduardoi
- Rhionaeschna elsia
- Rhionaeschna fissifrons
- Rhionaeschna galapagoensis
- Rhionaeschna haarupi
- Rhionaeschna intricata
- Rhionaeschna jalapensis
- Rhionaeschna joannisi
- Rhionaeschna manni
- Rhionaeschna marchali
- Rhionaeschna multicolor
- Rhionaeschna mutata
- Rhionaeschna nubigena
- Rhionaeschna obscura
- Rhionaeschna pallipes
- Rhionaeschna pauloi
- Rhionaeschna peralta
- Rhionaeschna planaltica
- Rhionaeschna psilus
- Rhionaeschna punctata
- Rhionaeschna tinti
- Rhionaeschna variegata
- Rhionaeschna vazquezae
- Rhionaeschna vigintipunctata